# Carlito Pinheiro de Araújo

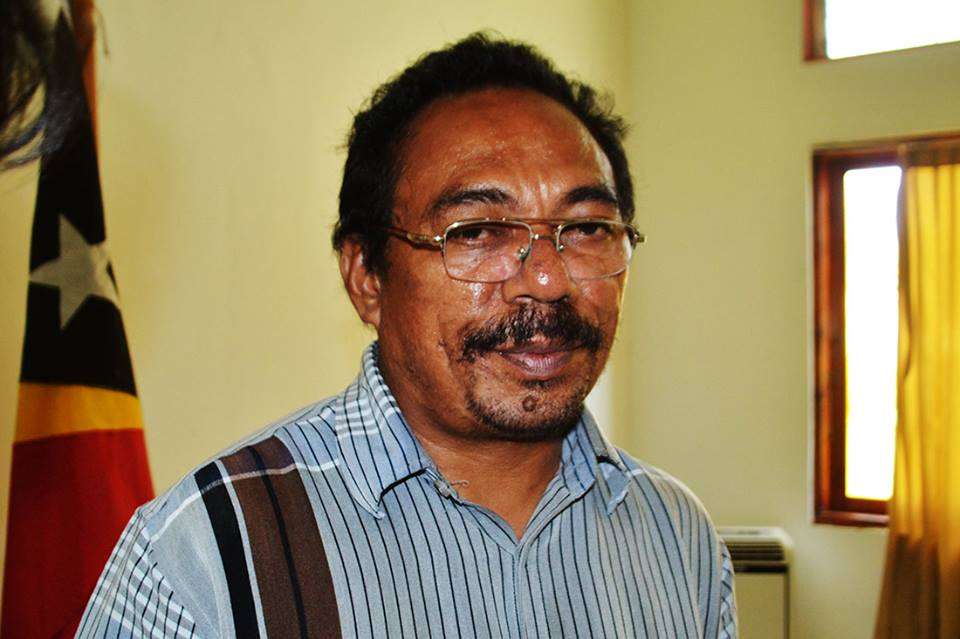
Carlito Pinheiro de Araújo (2017)

Carlito Pinheiro de Araújo († 30. September 2018 an der Straße zwischen Ainaro und Same, Osttimor) war ein osttimoresischer Lehrer, Beamter und Administrator.
2012 war Araújo Ersatzkandidat Nr. 23 (entspricht Listenplatz 88) für den Congresso Nacional da Reconstrução Timorense (CNRT) bei den Parlamentswahlen in Osttimor 2012.
Er war Inspektor für Bildung in Manufahi, bevor er am 25. September 2015 zum neuen Administrator der Gemeinde ernannt wurde. Araújo verstarb am 30. September 2018 bei einem Unfall an der Straße zwischen Ainaro und Manufahis Hauptstadt Same. Sein Stellvertreter Arantes Isaac Sarmento wurde Araújos Nachfolger im Amt des Administrators.